# Mark Bright (Fußballspieler)
Mark Abraham Bright (* 6. Juni 1962 in Stoke-on-Trent) ist ein ehemaliger englischer Fußballspieler und aktueller Fußballreporter.
Bright wurde als Sohn eines gambischen Vaters und einer englischen Mutter geboren, wurde aber bereits in jungen Jahren von einer Pflegefamilie in Stoke-on-Trent adoptiert. Erste regelmäßige Erfahrungen im organisierten Fußball sammelte er beim Amateurklub Leek Town, bevor er sich im Jahr 1981 dem nahegelegenen Profiverein Port Vale anschloss. Dort unterschrieb er im folgenden Jahr einen Profivertrag, kam aber erst in der Saison 1983/84 regelmäßig zum Einsatz. Im Juni 1984 wechselte er zum Erstligisten Leicester City, konnte sich dort jedoch nicht durchsetzen und wurde im November 1986 zu Crystal Palace transferiert. Dort gelang ihm in der Saison 1988/89 der Aufstieg in die höchste englischen Spielklasse über die Playoffs. Ein Jahr später war er Teil der unterlegenen Finalmannschaft im FA Cup, gewann aber 1991 den Full Members Cup. Während dieser Zeit bildete er ein erfolgreiches Sturmduo mit Ian Wright und schoss in 286 Pflichtspielen 114 Tore. Dazu wurde er nach Ablauf der Saison 1987/88 in die Zweitligamannschaft des Jahres gewählt sowie 1990 zum vereinsintern besten Spieler.
Im September 1992 wechselte er für eine Ablösesumme von 1,375 Mio. Pfund zum Premier-League-Rivalen Sheffield Wednesday. Bei den „Owls“ blieb er fünf Jahre, schoss 70 Tore in 170 Einsätzen und war 1993 im Finale der beiden heimischen Pokalwettbewerbe, unterlag jedoch sowohl im Ligapokal als auch im FA Cup dem FC Arsenal. Im Verlauf der Saison 1996/97 verlor er seinen Stammplatz, wurde an den FC Millwall ausgeliehen und verbrachte ein wenig Zeit beim Schweizer FC Sion, wo er jedoch aufgrund einer fehlenden Einigung mit seinen Ex-Klubs kein Pflichtspiel absolvieren durfte. Im März 1997 zog er weiter zu Charlton Athletic und stieg mit dem Klub in der Spielzeit 1997/98 über die Playoffs in die Premier League auf. Kurz vor seinem 38. Geburtstag erklärte Bright seinen Rücktritt als Spieler und begann danach für diverse TV- und Radio-Formate als Fußballexperte zu arbeiten. Im Jahr 1996 heiratete er die bekannte Sängerin Michelle Gayle und ließ sich 2007 wieder von ihr scheiden; sie haben einen gemeinsamen Sohn.

## In jungen Jahren
Bright wurde in Stoke-on-Trent als Sohn von Edwin Bright, aus Gambia stammend und Gabelstaplerfahrer von Beruf, und Maureen Bright, einer englischen Frau, geboren. Die Mutter verließ das gemeinsame Heim im November 1964 und der Vater gab Mark Bright und Bruder Phillip zur Adoption frei. Seine erste Pflegeheimat war bei Helena Parton, wo er mit seinem Bruder lebte, während die Schwestern weiter bei der leiblichen Mutter aufwuchsen. Die Ehe wurde 1968 geschieden. Parton musste die beiden Jungs bereits 1969 aufgrund von gesundheitlichen Problemen wieder zurückgeben, so dass die Jungen bei den sehr erfahrenen Bob und Irene Davies eine neue Heimat fanden und fortan in Kidsgrove lebten. Ab diesem Zeitpunkt verlief die Kindheit relativ glücklich bis zum Auszug im Alter von 18 Jahren. Als einzige dunkelhäutige Kinder in der Dove Bank Primary School waren die beiden Jungs häufig Opfer von Mobbing. Um sich dagegen gemeinsam zur Wehr zu setzen, beließ die Schule die beiden in einer gemeinsamen Klasse. Als Lösung der Probleme stellten sich später die Fußballertalente der beiden heraus, die dabei halfen, dass sie immer mehr akzeptiert wurden. Roy Bright, Sänger der britischen Rockband Exit State, behauptete, ein Halbbruder von Mark Bright zu sein.

## Fußballerlaufbahn

### Port Vale
Bright war bereits früh Jugendspieler bei Port Vale, wurde jedoch im Alter von 16 Jahren „aussortiert“. Jenseits des Profifußballbetriebs ging er dem Fußballsport zunächst auf Teilzeitbasis nach und spielte dort sowohl in der Cheshire County League für Leek Town als auch im Freizeitsport der Sunday League für eine Mannschaft mit dem Namen „Mason’s Arms“. Auf nachhaltige Empfehlung von Russell Bromage, Mitbetreiber des Mason’s Arms, kehrte Bright zu Port Vale zurück und unterzeichnete dort im Oktober 1981 einen Kontrakt als Amateurspieler. Port Vales Trainer John McGrath bot ihn dann am letzten Spieltag der Viertliga-Saison 1981/82 im heimischen Vale Park gegen Torquay United (2:0) erstmals in der Startelf auf, nachdem er zwei Wochen zuvor beim torlosen Remis gegen York City im Vale Park eingewechselt worden war. Im Spiel gegen Torquay sorgte er für einen Assist für Paul Bowles, verpasste aber selbst eine Reihe guter Chancen und gab einem Lokalreporter zu Protokoll: „Ich wartete darauf, dass mir der Ball zuspringt, anstatt die Dinge selbst in die Hand zu nehmen.“ Es unterzeichnete anschließend einen Teilzeitvertrag für ein Jahr, der mit 10 Pfund pro Woche dotiert war; parallel arbeitete es als Lehrling bei „Staffs Hydraulics“ in Kidsgrove.
Im Verlauf der Aufstiegssaison 1982/83 absolvierte er nur ein Viertligaspiel und traf am 9. Oktober 1982 beim 2:0-Sieg gegen Hereford United zum Endstand. Zum Ende der Spielzeit lehnte er eine Weiterbeschäftigung auf Vollzeitbasis zunächst ab, da die Entlohnung niedriger war als bei seinem Fabrikjob. Später ließ er sich umstimmen und verdiente nun 110 Pfund pro Woche plus Boni für Einsätze und Tore. Bright gelang der sportliche Durchbruch bei den „Valiants“ schließlich zum Ende der Saison 1983/84 unter dem neuen Trainer John Rudge und er schoss in 31 Partien ordentliche zehn Tore. Dessen ungeachtet konnte er den Abstieg aus der dritten Liga nicht verhindern. Port Vales Assistent Graham Barnett riet Bright dazu, Rudges neues Vertragsangebot für zwei weitere Jahre auszuschlagen und so wurde er im Juni 1984 für 33.333 Pfund an den Erstligisten Leicester City verkauft. Dieser Betrag wurde später per Aufstockungsklausel verdoppelt. Bright schlug ein anderes Gebot von Sheffield Wednesday, das von Howard Wilkinson trainiert wurde, aus, da er bereits dem Leicester-Trainer Gordon Milne eine mündliche Zusage für einen Wechsel zu den „Foxes“ gegeben hatte.

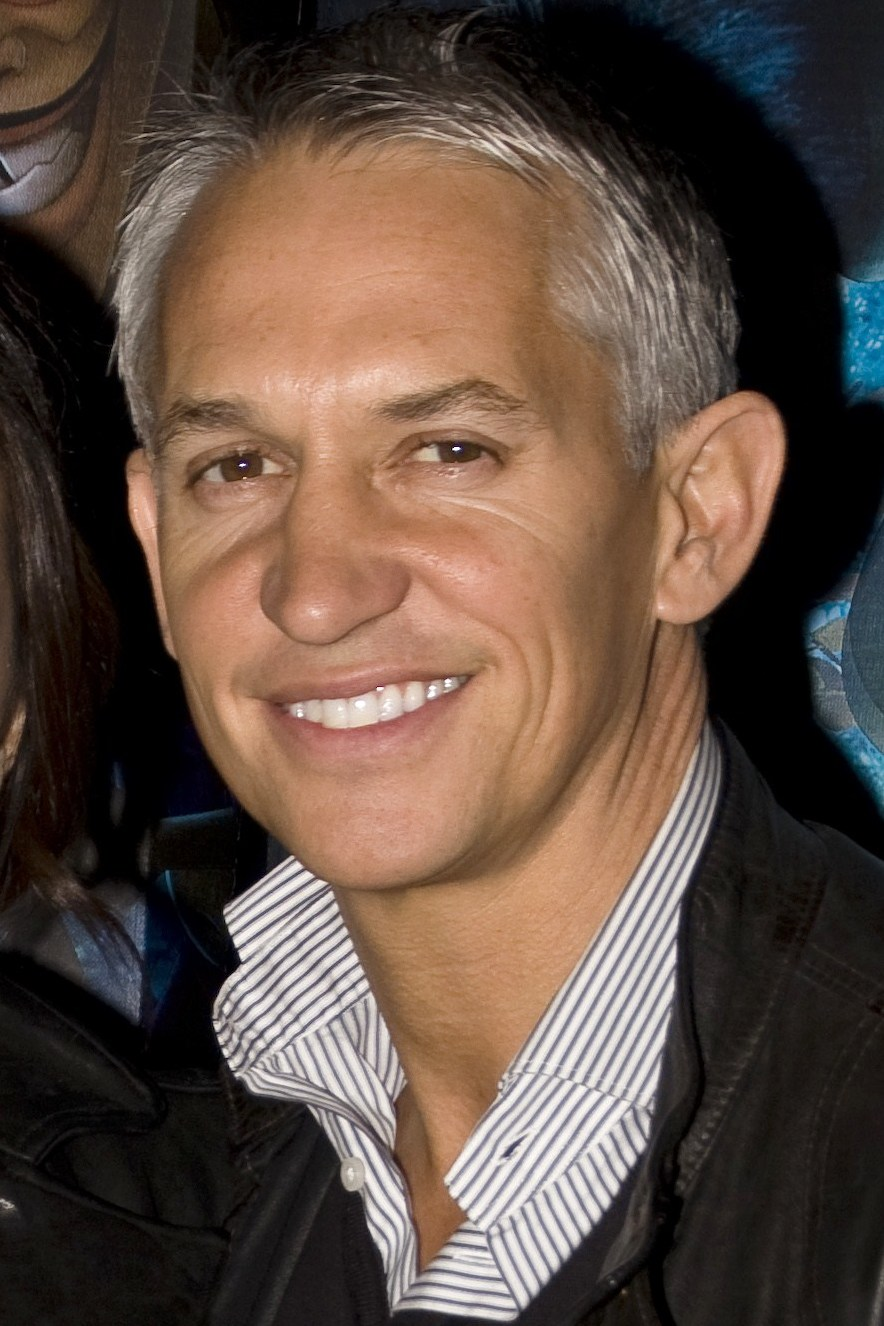
Linekers Abgang verhalf Bright dazu, bessere Einsatzchancen in Leicester zu bekommen.

### Leicester City
Brights Vertrag in Leicester hatte eine Laufzeit von drei Jahren und garantierte ihm 300 Pfund pro Woche, womit sein Gehalt im Vergleich zu Port Vale verdreifacht wurde. Dazu erhielt er 10.000 Pfund für seine Unterschrift. Leicester City tat sich schwer im Abstiegskampf der First Division und Bright kam in seinem ersten Jahr nur zu 18 Einsätzen. Dabei saß er zumeist auf der Ersatzbank, da das Sturmduo aus Gary Lineker and Alan Smith etabliert war. Lineker beendete die Saison 1984/85 als Topscorer und heuerte im Sommer 1985 beim FC Everton an, womit sich Brights Bewährungschancen in Leicesters Startelf verbesserten. Er eröffnete die Spielzeit 1985/86 mit zwei Toren gegen Everton (3:1). Dennoch fand er sich in der neuen Umgebung nicht gut zurecht und verlor sein Selbstbewusstsein, was sich wiederum verschlimmerte, als sich ein Teil von Leicesters Anhang gegen ihn wandte und sogar rassistische Beleidigungen ausstieß.
An diesem vorläufigen Tiefpunkt seiner Laufbahn wurde bei ihm eine Depression diagnostiziert, nachdem er Hilfe wegen seiner Schlafprobleme gesucht hatte. Als Milne zu Beginn der Saison 1986/87 vom Traineramt in die Vereinsführung als „General Manager“ aufstieg, spielte Bright unter dem neuen sportlichen Leiter Bryan Hamilton keine Rolle mehr. Bright lehnte eine Offerte von Brian Horton hinsichtlich eines Wechsel zu Hull City ab, da er nicht zu weit in den Norden ziehen wollte. Den guten Rat von Horton, Leicester nachhaltig um einen Transfer zu bitten, folgte er jedoch, da die Vereinsführung in Leicester offensichtlich nicht wollte, dass Bright die 50-Spiele-Grenze erreichte, da damit eine Klausel im Wechselgeschäft von Port Vale getriggert worden wäre.

### Crystal Palace
Bright wechselte Mitte November 1986 zu Crystal Palace für 75.000 Pfund. Trainer Steve Coppell stattete den Neuzugang anfänglich nur mit einem Vertrag über drei Monate aus, da medizinische Bedenken bestanden aufgrund einer Schambeinentzündung. Hätte sich Bright zum Ende dieses Zeitraums von dieser Blessur nicht erholt, so wäre er nach Leicester zurückgekehrt. Glücklicherweise trat dieses Szenario nicht ein und so entschlossen sich die „Eagles“ zu einer langfristigen Zusammenarbeit mit Bright. Palace besaß damals mit Ian Wright und Andy Gray ein funktionierendes Sturmduo, aber um Bright im Offensivzentrum einzubauen, zog Coppell Gray ins Mittelfeld zurück. Die Mannschaft war in der Zweitligasaison 1987/88 im erweiterten Kreis der Aufstiegsanwärter, endete aber zwei Punkte hinter den Playoff-Plätzen. Dennoch hatte Bright mit 25 Treffern nun den sportlichen Durchbruch geschafft und wurde zum Ende der Spielzeit in das PFA Team of the Year gewählt. Der dritte Platz in der anschließenden Spielzeit 1988/89 sicherte nach einem neuen Anlauf die Qualifikation für die Playoffs. Dort traf Bright im Halbfinale gegen Swindon Town und verhalf dem Klub zum Einzug ins Endspiel. Dort sicherte sich Palace mit 4:3 nach Hin- und Rückspiel den Aufstieg in die höchste englische Spielklasse.
Der Erstliga-Neuling hielt sich gut in der First Division, mit Ausnahme eines desaströsen 0:9-Auswärtsdebakels beim FC Liverpool, das Bright als „betäubend“ empfand. Er beendete die Saison 1989/90 mit zwölf Ligatoren, darunter ein Doppelschlag beim 2:1-Sieg gegen Manchester United in Old Trafford, wodurch der Klub letztlich recht sicher mit fünf Punkten Abstand zu den Abstiegsplätzen die Klasse hielt. Einer der größten Vereinserfolge war der Lauf im FA Cup, in dem die Mannschaft im Halbfinale Rache an Liverpool nahm und im Villa Park mit 4:3 nach Verlängerung siegte; Bright schoss das erste von vier Palace-Toren. Im ersten FA-Cup-Endspiel der Vereinsgeschichte standen die „Eagles“ Manchester United gegenüber und zwangen den Gegner mit einem 3:3 im Wembley-Stadion zu einem Wiederholungsspiel. Dieses gewannen die „Red Devils“ jedoch über einen späten 1:0-Siegtreffer von Lee Martin, womit Alex Ferguson seine erste Trophäe als Trainer von Manchester United errang. Bright zeigte sich enttäuscht speziell in Bezug auf seine Leistung im ersten Finale, erhielt aber als „Trostpflaster“ die Auszeichnung zu besten Spieler von Crystal Palace in der Saison 1989/90.
Palace entwickelte sich in der Saison 1990/91 weiter positiv und Bright stellte seine Torjägerqualitäten vor allem im Winter mit sieben Toren in zehn Erstligaspielen unter Beweis. Zum Ende der Spielzeit stand der sensationelle dritte Rang zu Buche, die beste Ligaplatzierung in der Vereinsgeschichte. Besonders beeindruckend war das Sturmduo Bright-Wright am 25. September 1990, als die beiden bei einem 8:0-Sieg im Ligapokal einen Hattrick erzielten. Außerdem gewann Palace im selben Jahr den Full Members Cup, nachdem die Bristol Rovers, Brighton & Hove Albion, Luton Town, Norwich City und letztlich Everton im Finale, das im Wembley-Stadion ausgetragen worden war, hatte geschlagen werden können. Wright erzielte beim 4:1-Sieg zwei Tore in der Verlängerung. Auch nachdem Wright dann den Klub verlassen hatte, zeigte sich Bright weiter in guter Form und schoss in der Saison 1991/92 insgesamt 22 Pflichtspieltore. Dies änderte aber wenig daran, dass Coppell Wright nicht adäquat ersetzen konnte. Besonders unter Beweis gestellt wurde dies durch den Transfer von Marco Gabbiadini, der nach vier Monaten wieder mit einem Verlust von 600.000 Pfund verkauft wurde. In der neuen Premier League besorgte Bright in der Saison 1992/93 den ersten Treffer beim 3:3-Heimremis gegen die Blackburn Rovers. Nur wenig später wurde er an den Ligakonkurrenten Sheffield Wednesday abgegeben.

### Sheffield Wednesday
Bright schloss sich am 11. September 1992 Sheffield Wednesday an, wobei bei dem Transfer neben einer Geldsumme der Tausch mit dem Stürmer Paul Williams vereinbart wurde – der Transferwert wurde auf 1,375 Millionen Pfund taxiert. Die Mannschaft von „Wednesday“ war zu diesem Zeitpunkt sehr erfahren und spielte im Zenit im oberen Tabellensektor der Premier League. Auch Trainer Trevor Francis hatte das Ziel ausgerufen, Titel nach Hillsborough zu holen. Bright sollte sich gut ins neue Umfeld einfinden, fand in der „Klub-Legende“ David Hirst einen guten neuen Sturmpartner und harmonierte dazu gut mit dem talentierten Nationalspieler Chris Waddle im Mittelfeld. Nach sechs Toren im Ligapokal stand Bright auch im Finale, in dem sich das Team mit 1:2 dem FC Arsenal geschlagen geben musste. Sheffield Wednesday erreichte auch das Endspiel im FA Cup und stand dort erneut Arsenal gegenüber, nachdem zuvor Brights Kopfballtor im Halbfinale in der Nachspielzeit per Kopfball für die Entscheidung gegen den Stadtrivalen Sheffield United gesorgt hatte. Das Finale ging in ein Wiederholungsspiel, in dem Bright in einer umstrittenen Aktion den gegnerischen Verteidiger Andy Linighan mit einem Ellbogen-Check die Nase brach. Das Spiel wurde in der letzten Minute der Verlängerung entschieden, als ausgerechnet der stark bandagierte Linighan nach einem Eckball für den 2:1-Endstand sorgte. Nach dem Spiel entschuldigte sich Bright telefonisch bei Linighan.
Bright schloss drei Jahre in Folge als vereinsintern bester Torschütze und ist bis heute Rekordhalter des Vereins in Bezug auf Premier-League-Tore. Mit 19 Ligatoren in der Saison 1993/94 war er siebtbester Premier-League-Schütze. In der letzten Saison 1994/95 unter Trainer Francis schoss er 13 Pflichtspieltore. Im Sommer 1995 unterschrieb er einen neuen Zweijahresvertrag in Sheffield, nachdem er eine Offerte von West Ham United unter Trainer Harry Redknapp abgelehnt hatte. Wednesday schloss die Spielzeit 1995/96 unter dem neuen sportlichen Leiter David Pleat auf Rang 15 ab, wobei Bright 14 Pflichtspieltore erzielt hatte, obwohl er nur in 15 Partien über die gesamte Spieldistanz eingesetzt worden war. Als Pleat im Juli 1996 2,7 Millionen Pfund für den Stürmer Andy Booth von Huddersfield Town ausgab, wurde damit Brights Ende in Hillsborough eingeleitet. Nachdem er im Verlauf der Saison 1996/97 außen vor geblieben war, wurde er in Südlondon an den drittklassigen FC Millwall ausgeliehen. Dort traf er bei seinem Debüt gegen den AFC Bournemouth.
Im Januar 1997 trainierte Bright in der Schweiz beim FC Sion. Nach Streitigkeiten in Bezug auf nicht bezahlte Gehälter und etwaige Transferablösesummen endeten mögliche Planspiele in Sion. Tiefpunkt waren Forderungen von Leicester City, in denen die Zahlung von 60.000 Pfund angemahnt wurde. Sions Präsident Christian Constantin verweigerte sich dem, was zur Folge hatte, dass Bright zwar mit der Mannschaft trainierte, aber nicht für Pflichtspiele berücksichtigt werden durfte. Dennoch gab Bright an, die Zeit unter dem italienischen Trainer Alberto Bigon und an der Seite des Brasilianers Roberto Assis, älterer Bruder und später Berater von Ronaldinho, genossen zu haben.

### Charlton Athletic
Bright zog im März 1997 weiter zum Zweitligisten Charlton Athletic und unterschrieb dort einen Vertrag bis zum Ende der Saison 1996/97. Nach zwei Einwechslungen gelang ihm am 19. April 1997 beim 2:1-Sieg ein Doppelschlag gegen den FC Portsmouth. Charltons Trainer Alan Curbishley setzte auch fortan auf einzelne sehr erfahrene Spieler, die der ansonsten im Schnitt sehr jungen Mannschaft Stabilität geben sollten. Daher verlängerte man mit Bright die Zusammenarbeit für ein weiteres Jahr. Er schoss dann in der Spielzeit 1997/98 noch beachtliche sieben Tore und verhalf der Mannschaft zum Einzug in die Playoffs. Dort besiegten die „Addicks“ im Halbfinale zunächst Ipswich Town und dann im Finale den AFC Sunderland. Letzteres gewann Charlton mit 7:6 Toren im Elfmeterschießen, nachdem die Partie in der regulären Spielzeit 4:4 geendet hatte. Bright stand hier zwar in der Startelf, gehörte aber nicht zu den Elfmeterschützen, da er zuvor ausgewechselt worden war. Anschließend ging es noch ein Jahr in der Premier League weiter für ihn. Er akzeptierte dabei, dass er primär als Ergänzungsspieler und Stütze für junge Spieler diente. Charlton verpasste letztlich den Klassenerhalt und so endete Brights aktive Laufbahn Mitte 1999. Bright gab später in seiner Autobiografie bekannt, dass er in seiner 18-jährigen Karriere insgesamt 1,2 Million Pfund verdient hatte.

## Medienkarriere
Nach seinem Rücktritt wurde Bright Fußball-Berichterstatter in der Sendung The Big Breakfast und war Teil der The Wright Bright Show auf BBC Radio 5 Live, gemeinsam mit seinem Ex-Mitspieler Ian Wright. Ebenso ist er Co-Kommentator bei Fußballspielen, dabei oft an der Seite von Jonathan Pearce and Steve Wilson in der TV-Sendung Match of the Day. Darüber hinaus arbeitete er für die BBC in Formaten wie BBC London News, Football Focus, Fighting Talk, 5 Live Sport und final Score. Als Experte war er dazu für das Magazin Match und British Eurosport engagiert. Im Sommer 2009 begann er sich mit seinem Ex-Teamkameraden John Salako am Aufbau einer Akademie bei Crystal Palace zu beteiligen. Im Jahr 2019 wurde Bright in die Hall of Fame der Stadt Stoke-on-Trent aufgenommen. Er veröffentlichte im November 2019 seine Autobiografie My Story - from foster care to footballer.

## Persönliches

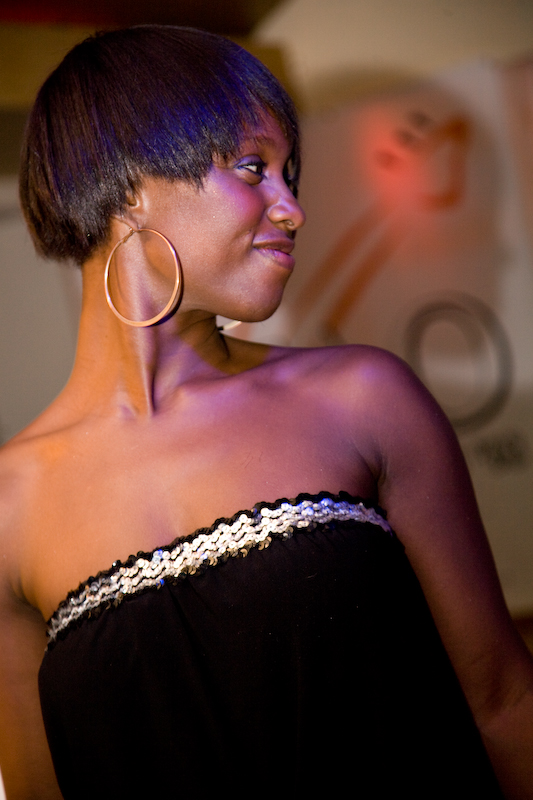
Brights Ex-Frau Michelle Gayle.

Im Jahr 1995 lernte Bright die Sängerin und Schauspielerin Michelle Gayle kennen; das Paar heiratete im folgenden Jahr in Las Vegas. Die Ehe wurde 2007 wieder geschieden, wenngleich sie in Freundschaft zueinander verblieben. Ihr gemeinsamer Sohn Isaiah war im April 2000 geboren worden. Aufsehen erregte Brights Liaison mit Dionne, die er im Juni 2025 heiratete. Dionne ist eine in Ungnade gefallene Schwester seines besten Freunds Ian Wright. Bright hat mehrfach den Halbmarathon beim Great North Run bewältigt. Dazu ist regelmäßiger Teilnehmer beim London Marathon und engagiert sich dabei für karitative Zwecke, beispielsweise für die Krebsforschung.

## Statistiken
Quelle:
| Verein              | Saison             | Liga               | Liga     | Liga | FA Cup   | FA Cup | Sontige  | Sontige | Summe    | Summe |
| Verein              | Saison             | Spielklasse        | Einsätze | Tore | Einsätze | Tore   | Einsätze | Tore    | Einsätze | Tore  |
| ------------------- | ------------------ | ------------------ | -------- | ---- | -------- | ------ | -------- | ------- | -------- | ----- |
| Port Vale           | 1981/82            | Fourth Division    | 2        | 0    | 0        | 0      | 0        | 0       | 2        | 0     |
| Port Vale           | 1982/83            | Fourth Division    | 1        | 1    | 0        | 0      | 0        | 0       | 1        | 1     |
| Port Vale           | 1983/84            | Third Division     | 26       | 9    | 1        | 1      | 4        | 0       | 31       | 10    |
| Port Vale           | Summe              | Summe              | 29       | 10   | 1        | 1      | 4        | 0       | 34       | 11    |
| Leicester City      | 1984/85            | First Division     | 16       | 0    | 0        | 0      | 2        | 0       | 18       | 0     |
| Leicester City      | 1985/86            | First Division     | 24       | 6    | 1        | 0      | 2        | 0       | 27       | 6     |
| Leicester City      | 1986/87            | First Division     | 2        | 0    | 0        | 0      | 0        | 0       | 2        | 0     |
| Leicester City      | Summe              | Summe              | 42       | 6    | 1        | 0      | 4        | 0       | 47       | 6     |
| Crystal Palace      | 1986/87            | Second Division    | 28       | 7    | 2        | 0      | 0        | 0       | 30       | 7     |
| Crystal Palace      | 1987/88            | Second Division    | 38       | 25   | 1        | 0      | 3        | 1       | 42       | 26    |
| Crystal Palace      | 1988/89            | Second Division    | 46       | 20   | 1        | 0      | 12       | 5       | 59       | 25    |
| Crystal Palace      | 1989/90            | First Division     | 36       | 12   | 6        | 3      | 8        | 3       | 50       | 18    |
| Crystal Palace      | 1990/91            | First Division     | 32       | 9    | 3        | 0      | 11       | 6       | 46       | 15    |
| Crystal Palace      | 1991/92            | First Division     | 42       | 17   | 1        | 0      | 11       | 5       | 54       | 22    |
| Crystal Palace      | 1992/93            | Premier League     | 5        | 1    | 0        | 0      | 0        | 0       | 5        | 1     |
| Crystal Palace      | Summe              | Summe              | 227      | 91   | 14       | 3      | 45       | 20      | 286      | 114   |
| Sheffield Wednesday | 1992/93            | Premier League     | 30       | 11   | 7        | 3      | 7        | 6       | 44       | 20    |
| Sheffield Wednesday | 1993/94            | Premier League     | 40       | 19   | 3        | 2      | 7        | 2       | 50       | 23    |
| Sheffield Wednesday | 1994/95            | Premier League     | 37       | 11   | 3        | 2      | 3        | 0       | 43       | 13    |
| Sheffield Wednesday | 1995/96            | Premier League     | 25       | 7    | 0        | 0      | 7        | 7       | 32       | 14    |
| Sheffield Wednesday | 1996/97            | Premier League     | 1        | 0    | 0        | 0      | 0        | 0       | 1        | 0     |
| Sheffield Wednesday | Summe              | Summe              | 133      | 48   | 13       | 7      | 24       | 15      | 170      | 70    |
| FC Millwall (Leihe) | 1996/97            | Second Division    | 3        | 1    | 0        | 0      | 1        | 0       | 4        | 1     |
| Charlton Athletic   | 1996/97            | First Division     | 6        | 2    | 0        | 0      | 0        | 0       | 6        | 2     |
| Charlton Athletic   | 1997/98            | First Division     | 16       | 7    | 3        | 0      | 5        | 0       | 24       | 7     |
| Charlton Athletic   | 1998/99            | Premier League     | 5        | 1    | 1        | 0      | 1        | 0       | 7        | 1     |
| Charlton Athletic   | Summe              | Summe              | 27       | 10   | 4        | 0      | 6        | 0       | 37       | 10    |
| Karriere insgesamt  | Karriere insgesamt | Karriere insgesamt | 461      | 166  | 33       | 11     | 84       | 35      | 529      | 212   |

## Titel/Auszeichnungen
- Full Members Cup: 1991[39]
- PFA Team of the Year: 1987/88 (2. Liga)[30]